# ムバーリズッディーン・ムハンマド
ムバーリズッディーン・ムハンマド・ブン・ムザッファル（アラビア語：مبارز الدين محمد بن المظفّر المنصور بن الحاجى Mubāriz al-Dīn Muhammad b. al-Muẓaffar b. al-Manṣūr b. al-Hājjī, 1301年 - 1363年12月1日）は、ムザッファル朝の創始者（在位：1336年 - 1359年）。

## 前史

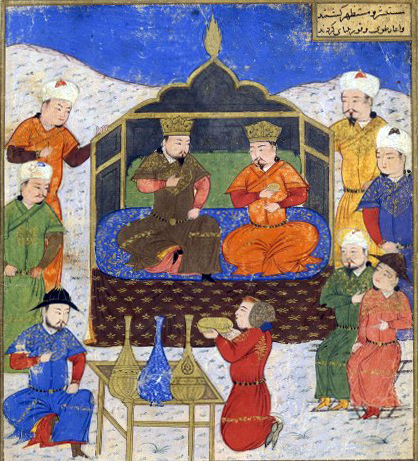
ガザンとオルジェイトゥ（『集史』）

ムバーリズッディーン・ムハンマドの曾祖父・アミール・ギヤースッディーン・ハーッジーという人物は、もともとホラーサーンにいたが、モンゴルのイラン侵攻によってヤズドに逃れて来たと伝えられている。
祖父マンスールとその兄弟たちはヤズドを支配していたアタベク・アラー・ウッダウラに仕えていたが、フレグがバグダードを包囲していた時期にフレグのモンゴル軍に帰順した。ヤズドのマイブド城塞を安堵され、マンスール及びその息子たちであるシャラフッディーン・ムザッファルらは、近隣のルリスターンなどでのイルハン朝の接収工作に寄与した。
アバカ以降のイルハン朝君主の政争おいて、ムバーリズッディーン・ムハンマドの父・ムザッファルはガイハトゥなどに仕えたが、最終的にガザンの支配に下り、オルジェイトゥの治世にはギーラーン遠征にも従軍した。

## 生涯
1314年2月に父・ムザッファルが死去すると、ムバーリズッディーン・ムハンマドは13歳でマイブド城塞の長官（ハーキム）職にあった父の地位を継いだ。イルハン朝の君主・アブー・サイードに仕え、1319年にはアブー・サイードからヤズド地方の長官職を任命された。
1335年にアブー・サイードが死去してイルハン朝が実質的に滅亡し、イラン・イラク各地で群雄割拠の状態になると、ムハンマドはおおよそジャライル朝のシャイフ・ハサン・ブズルグの勢力に組みしたようで、1340年にシャイフ・ハサンの庇護にあったチョバン家のアミール・ピール・フサインがシーラーズ方面へ派遣されると、ピール・フサインからケルマーン地方の長官職をも任命された。こうして、ムハンマドはケルマーン地方とヤズド地方の領有を任されるようになり、その後のムザッファル朝の自立の基盤を得る事となった。
イルハン朝支配下でファールス地方の王領地（インジュー）の管理を任されていたインジュー朝は、ジャライル朝のもとで引き続きファールス地方の管理を安堵されていたが、ヤズドとケルマーンを領有していたムハンマドと徐々に対立を深め、1353年にムハンマドはファールス地方の州都シーラーズを包囲・占領し、インジュー朝の当主アブー・イスハークはシーラーズから逃亡した。アブー・イスハークはイスファハーンで再起を計ろうとしたが、1357年にムハンマドはアブー・イスハークを捕らえてこれを処刑し、インジュー朝を滅ぼした。
一時はアゼルバイジャンをも支配下に置くなど王朝の最大版図を築き上げた。しかし国内では権力強化のために恐怖政治をしくなど不満が増大。後継者でも長男シャー・シュジャーを廃して孫のシャー・ヤフヤーを立てようとするなどの傍若無人ぶりが目立った。このため廃嫡を恐れた長男のシャー・シュジャーが反対派を結集して1359年に蜂起し、ムハンマドは捕らえられて盲目にされて廃位され、イスファハーンに幽閉された。
1363年12月1日、幽閉のまま獄死した。63歳没。

## 宗室

### 父母
- 父 シャラーフッディーン・ムザッファル

### 后妃
- ハーン・クトゥルグ
- マヒドゥム・シャー

### 子
- シャー・シュジャー（長男。第2代君主。ザイヌル・アービディーンの父）
- クトゥブッディーン・シャー・マフムード（息子）
- シャー・ムザッファル（息子。シャー・ヤフヤーとシャー・マンスールの父）
- スルタン・イマードゥッディーン・アフマド（息子）
- アブー・ヤズド（息子）